# Villa Muti
Villa Muti è una delle dodici Ville Tuscolane.
Attualmente si trova  nel territorio comunale di Grottaferrata.

## Storia e descrizione
L'origine della villa risale al 1579 e venne fondata da monsignor Cerasoli, canonico di Santa Maria Maggiore in Roma. Nel 1595 subentrò come proprietario monsignor Pompeo Arrigoni, uditore della Sacra Rota, che un anno dopo divenne cardinale. 
Alla morte dell'Arrigoni la villa venne divisa tra monsignor Diomede Varesi e monsignor Ciriaco Rocci, i quali si divisero materialmente la villa con la tenuta nel 1629.
La parte del Varesi andò alla famiglia Amedei, mentre quella del Rocci alla famiglia Muti.
Nel 1802 monsignor Angelo Cesarini, proprietario di una porzione della villa, vi ricevette papa Pio VII, il re di Sardegna Carlo Emanuele IV ed Enrico Benedetto Stuart, cardinale vescovo di Frascati e  Duca di York.
In seguito l'intera tenuta tornò unita sotto la proprietà del marchese Achille Muti-Bussi. Dopo i bombardamenti della seconda guerra mondiale, gli sfollati del centro di Frascati occuparono la Villa; negli anni settanta, gli ultimi discendenti della famiglia Muti Bussi, date le gravissime condizioni di degrado e di abbandono nelle quali la Villa era stata lasciati dagli ultimi occupanti e l'inesistente sostegno delle Sovrintendenze preposte, si videro costretti a vendere il prestigioso immobile.
Nella villa sono da ammirare alcuni affreschi del Seicento, oltre al grande e curato parco.
All'interno affreschi dei  maggiori artisti del Barocco: Giovanni Lanfranco, Pietro da Cortona, Ludovico Cigoli e di Domenico Passignano.
La villa ha un elegante giardino all'inglese con effetti scenografici caratterizzati da sculture fantastiche tipiche del Manierismo romano; il giardino è strutturato su vari livelli di stratificazione storica risalente al 1850.
Al momento la villa non è aperta al pubblico.